# 沈月
沈月（1997年2月27日—），中国大陆女演员、模特，出生於湖南省邵阳市。2018年畢業於湖南师范大学新闻与传播学院，2017年出演个人首部网络剧《颤抖吧，阿部！》而進入演藝圈；同年主演青春校园剧《致我们单纯的小美好》，在剧中饰演“陈小希”。2018年，在電視劇《流星花園》中飾演女主角“董杉菜”。2022年，在电视剧《我的反派男友》中扮演女主角“南星”。

## 经历
2014年，她以湖南省广播电视编导专业第一名的成绩考进湖南师范大学新闻与传播学院。大一的理想是打算进电视台当个编导，因此曾在湖南卫视实习过。大二时喜欢上摄影，因此结识许多摄影师，一次拍摄模特不在现场，沈月临阵上场。她的照片放到网上后引起了经纪人的注意，于是邀请她去北京面谈。后与经纪公司顺利签约，非科班出生的她因此走上了演员的道路。

## 影視作品

### 電視劇/網路劇
| 首播年份 | 劇名                   | 角色       | 備註               |
| 2017年   | 《秋收起义》           | 曾志       |                    |
| 2017年   | 《颤抖吧，阿部！》     | 小月       | 网络剧             |
| 2017年   | 《致我们单纯的小美好》 | 陈小希     | 网络剧             |
| 2018年   | 《流星花园》           | 董杉菜     |                    |
| 2019年   | 《七月与安生》         | 李安生     |                    |
| 2020年   | 《輸不起》             | 无敌沈大侠 | 网络剧，客串       |
| 2020年   | 《我好喜歡你》         | 童小悠     |                    |
| 2020年   | 《在一起》             | 小周       | 單元《我叫大連》   |
| 2021年   | 《我親愛的小潔癖》     | 是雙嬌     |                    |
| 2021年   | 《机智的上半场》       | 夏朗朗     | 网络剧             |
| 2022年   | 《我的反派男友》       | 南星       | 网络剧             |
| 2022年   | 《我们这十年》         | 樊星       | 單元《未来已来》   |
| 2023年   | 《正好遇见你》         | 刘莲笙     | 网络剧             |
| 2024年   | 《失笑》               | 顧逸       |                    |
| 2025年   | 《六姊妹》             | 青年何家丽 | 客串               |
| 2025年   | 《淮水竹亭》           | 东方秦兰   | 网络剧             |
| 2025年   | 《開畫！少女漫》       | 左千黛     | 网络剧，2021年拍攝 |
| 待播     | 《大梦想家》           | 夏夏       |                    |
| 待播     | 《七月的一天》         | 阿七       | 网络剧             |

### 電影
| 上映年份 | 劇名                     | 角色   | 備註 |
| 2021年   | 《侍神令》               | 神樂   |      |
| 2022年   | 《一周的朋友》           | 宋晓楠 |      |
| 2022年   | 《我們的樣子像極了愛情》 | 中介   |      |
| 待上映   | 《群星闪耀时》           |        |      |
| 待上映   | 《惊蛰无声》             |        |      |

## 音乐作品
| 發行日        | 歌曲名稱   | 作詞                   | 作曲                   | 备注                                                |
| ------------- | ---------- | ---------------------- | ---------------------- | --------------------------------------------------- |
| 2019年7月22日 | 七月与安生 | 廖羽、和汇慧           | 和汇慧、廖羽           | 《七月与安生》片尾曲，与陈都灵合唱                  |
| 2020年8月3日  | 我好喜欢你 | 张鹏鹏、浅紫           | 浅紫                   | 《我好喜欢你》片尾曲，与言承旭合唱                  |
| 2021年8月18日 | 我的形状   | 占逸君                 | 严世铭、李云仪、陈珮瑄 | 《机智的上半场》片尾曲 ，与章若楠、薇薇、张歆怡合唱 |
| 2022年9月30日 | 做我的勇士 | 王乙庆、史念彤、孙艾藜 | 孙艾藜                 | 《我的反派男友》主题曲，与陈哲远合唱                |

## 綜藝節目
| 播出年份 | 播出日期           | 播出平台                    | 節目名稱                    | 備註     |
| 2018年   | 11月2日－1月4日    | 湖南衛視 、芒果TV、騰訊視頻 | 《親愛的客棧》第二季        | 常驻     |
| 2022年   | 7月12日 - 7月17日  | 搜狐视频                    | 《暑与我们的夏天》          | 常驻     |
| 2022年   | 12月10日 - 3月11日 | 浙江卫视                    | 《无限超越班》              | 固定嘉賓 |
| 2023年   | 4月15日            | 浙江卫视                    | 《青春环游记》第四季        | 常驻     |
| 2023年   | 6月26日            | 東南衛視、芒果TV            | 《快樂的大人》              | 常駐     |
| 2024年   | 5月25日-           | 腾讯视频                    | 《五十公里桃花坞 (第四季)》 | 常駐     |

## 獎項
| 年份   | 颁奖典礼                     | 奖项                     |
| ------ | ---------------------------- | ------------------------ |
| 2018年 | 2018百度娱乐人物专场         | 百度娱乐年度人物         |
| 2019年 | 2019中国青年明星公益榜样盛典 | 中国青年明星公益新力量   |
| 2020年 | 2020点赞中国                 | 年度最受青少年喜爱女演员 |
| 2023年 | 2022微博之夜                 | 微博年度进取演员         |